# Monochoria africana
Monochoria africana är en vattenhyacintväxtart som först beskrevs av Hermann Maximilian Carl Ludwig Friedrich zu Solms-Laubach, och fick sitt nu gällande namn av Nicholas Edward Brown. Monochoria africana ingår i släktet Monochoria och familjen vattenhyacintväxter. IUCN kategoriserar arten globalt som livskraftig. Inga underarter finns listade.